# Hôtel de Beauvau
El Hôtel de Beauvau es una mansión privada ubicada en la Place Beauvau, en París. Ha sido la sede del Ministerio del Interior francés desde 1861 (el ministro también tiene un apartamento para el personal allí) y está cerca del Palacio del Elíseo.
En el lenguaje cotidiano, y en particular en los medios de comunicación, a menudo se hace referencia al Ministro del Interior con la expresión “inquilino de Beauvau”. La protección del complejo ministerial, incluido el Hôtel de Beauvau y varios edificios anexos ubicados en el distrito de Madeleine, está a cargo del Servicio de Seguridad del Ministerio del Interior.

## Historia
Fue construido sobre un antiguo pantano (en el sentido de terreno de huerta ) que pertenecía a la familia de André Le Nôtre . Situada cerca del Hôtel d'Évreux ,ahora Palacio del Elíseo , esta zona pantanosa fue adquirida en 1729 por Pierre Camus, fiscal del Parlamento de París . A su muerte, su hijo Armand-Gaston Camus, abogado del mismo parlamento, concedió en arrendamiento vitalicio a Charles-Juste de Beauvau-Craon, ministro de Guerra de Luis XVI y mariscal de Francia. Le correspondió a Camus construir una mansión en la finca, cuya construcción fue ordenada y confiada al arquitecto Nicolas Le Camus de Mézières.
1770, la obra estructural fue completada. Un peristilo dórico flanqueado por dos pabellones de entrada en arcadas se abría al edificio principal, “parte superior de planta baja y dos plantas cuadradas con áticos arriba”.
La muerte del mariscal en 1793 dejó desconsolada a su viuda Marie Charlotte de Rohan-Chabot, ella rescindió el contrato de arrendamiento vitalicio en febrero de 1795 para permitir que Armand-Gaston Camus, arruinado, lo vendiera, sin dejar de ser arrendatario de parte hasta 1799. Fue comprado el 28 de Nivôse del año 3, 17 de enero de 1795, por los cónyuges Besse que lo alquilaron al "ciudadano Beths", un belga que lo convirtió en un hotel de lujo bajo la marca Príncipe de Gales. En 1807, los esposos Debesse lo vendieron al general Pierre Dupont de l'Étang, futuro ministro de Guerra de Luis XVIII, quien, caído en desgracia y endeudado, no lo ocupó. La viuda de este último vendió la residencia al banquero Ernest André en 1856, un año antes de que fuera elegido diputado por el Gard.
André hizo restaurar lujosamente el edificio por el arquitecto Jean-Baptiste Pigny y adquirió un terreno contiguo al jardín del hotel. En 1859, cedió la finca al estado. Este constituía un conjunto de 6962 m2, con tres accesos : el primer lugar Beauvau, el segundo en 7 rue des Saussaies; y el tercero en el 41 rue de la Ville-l'Évêque.
Allí se instaló un efímero Ministro de Argelia y las Colonias, creado especialmente por Napoleón III para su primo Napoleón Joseph Charles Paul Bonaparte, conocido familiarmente por el famoso apodo de "Plon-Plon". Pero apenas Pigny, que había permanecido en el cargo en Beauvau, completó la reorganización de los locales para el ministro y su gabinete, el gobierno general de Argelia se restableció en Argel en noviembre de 1860.
En febrero de 1861, fue asignado al Ministerio del Interior, en ese momento ubicado en 101 rue de Grenelle en el Hôtel de Rothelin-Charolais (desde 2017 alberga los servicios del Primer Ministro, el portavoz del Gobierno, Relaciones con Parlamento y el Observatorio de la Laicidad) que era menos espacioso. El corazón del sistema administrativo estaba así más cerca del jefe de Estado, el Elíseo. Sucediendo al Secretario de Estado en la Casa del Rey en 1790, el Ministerio del Interior residió originalmente en el Louvre. Durante la ocupación de París por los alemanes en la Segunda Guerra Mundial, albergó los servicios de la Gestapo; se realizan interrogatorios a los combatientes de la resistencia, pero no se utiliza la tortura.

## Arquitectura
Es la sede del Ministerio del Interior desde 1861. Su administración se extendió gradualmente a los edificios circundantes, formando el ministerio ahora un bloque de casas que se extiende a lo largo de toda la rue des Saussaies, la plaza del mismo nombre y la rue Cambacérès.

### Puertas
Las puertas fueron encargadas en 1856 por el banquero César-Ernest André y realizadas por el cerrajero Roy. Antes de instalar esta herrería, el pórtico de entrada era de piedra. Dan acceso a un patio interior, donde tienen lugar los actos oficiales. Las puertas del Hôtel de Beauvau están custodiadas por una pareja formada por un Guardia Republicano de la Gendarmería Nacional y un oficial de la Policía Nacional, una ilustración de la reunión, bajo la supervisión de un solo ministerio, de las dos fuerzas estatales. policía.

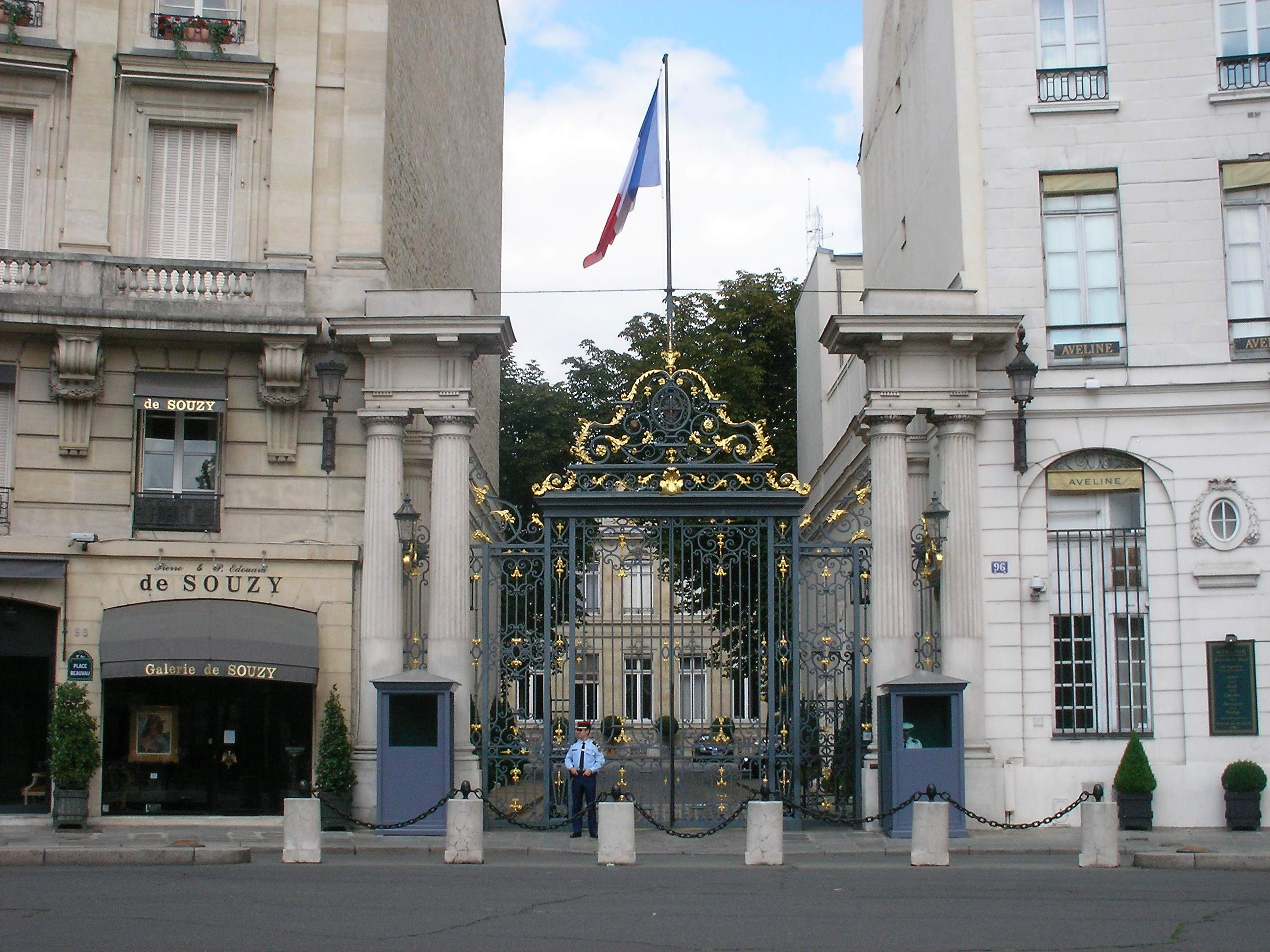
Puerta del hotel en Place Beauvau.

### Escalera de honor
Se encuentra en la primera sala accesible desde la escalera del patio principal, un vestíbulo de mármol rojo. Construido en 1859 por el marmolista Coquet y el empresario Laurent, conduce al apartamento del ministro (estos incluyen una gran sala de estar, dos comedores, una biblioteca y varios dormitorios en caso de que el ministro desee vivir allí con su familia).

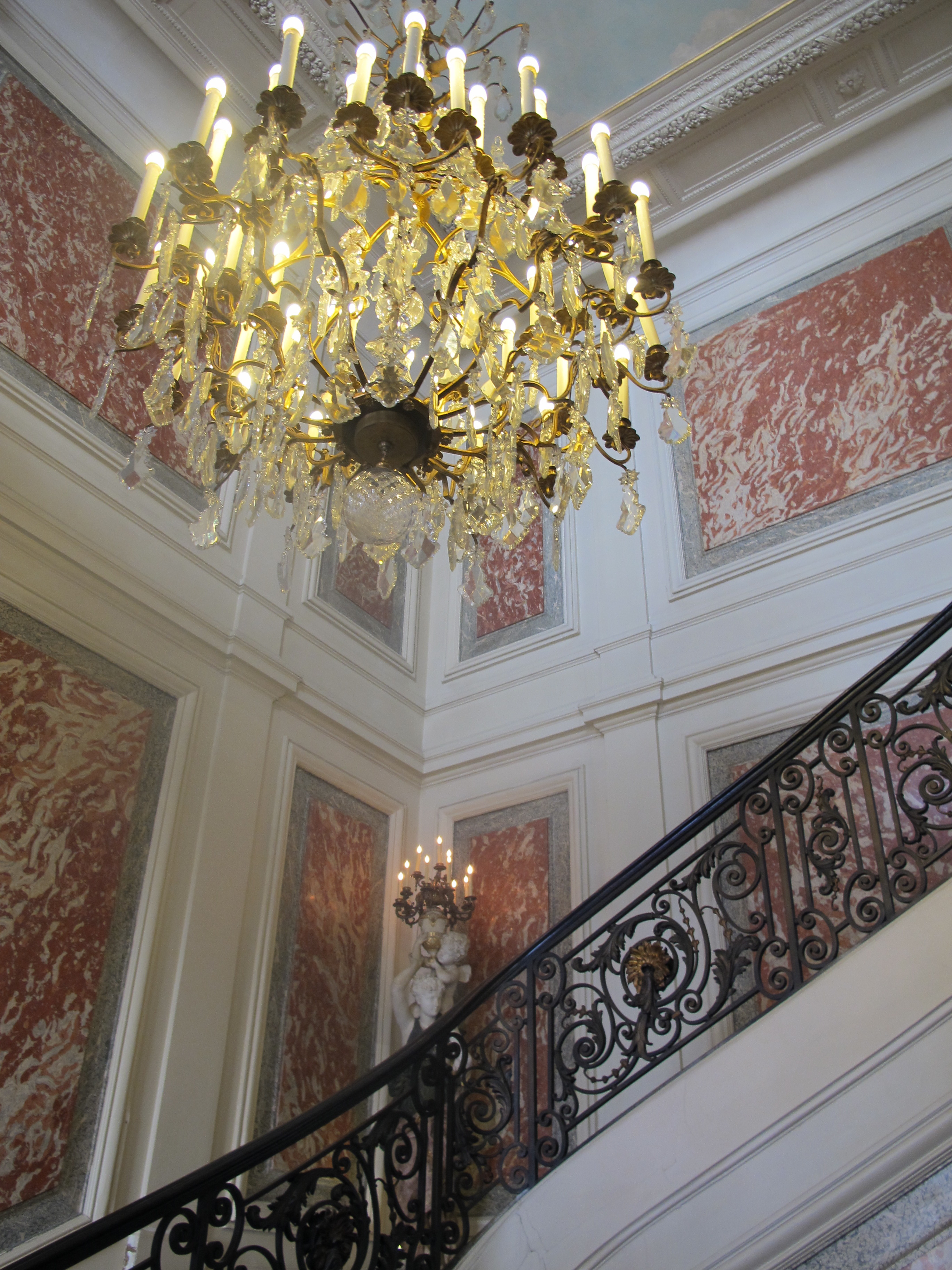
Escalera de honor.

### Antecámara
Situado entre la sala de la escalera principal y el salón del Ministro, por lo tanto en la planta baja, alberga un óleo sobre lienzo de Charles-Henri Monvert, Le blanc, le gris, le noir, le blanc 1990/ 1991.

### Salón del ministro
Con vista a los jardines, ubicada entre la antecámara y la oficina del ministro, esta sala se utiliza para recibir a sus invitados. Alberga un reloj con columnas de mármol plano y bronce dorado de la época Luis XVI, cuya esfera fue diseñada por Le Dunois.

### Oficina del ministro
La sala de trabajo del ministro está decorada en el centro con un escritorio. Que data de 1812, fue realizado por estudiantes de la Escuela Imperial de Artes y Oficios de Châlons-sur-Marne (actualmente Châlons-en-Champagne). De estilo imperio, es de caoba, con una imponente tapa con apliques de bronce y dorados. Habría pertenecido al Archicanciller del Imperio Jean-Jacques Régis de Cambacérès, aunque este último nunca fue Ministro del Interior. En la misma escuela se creó la oficina del director de gabinete.

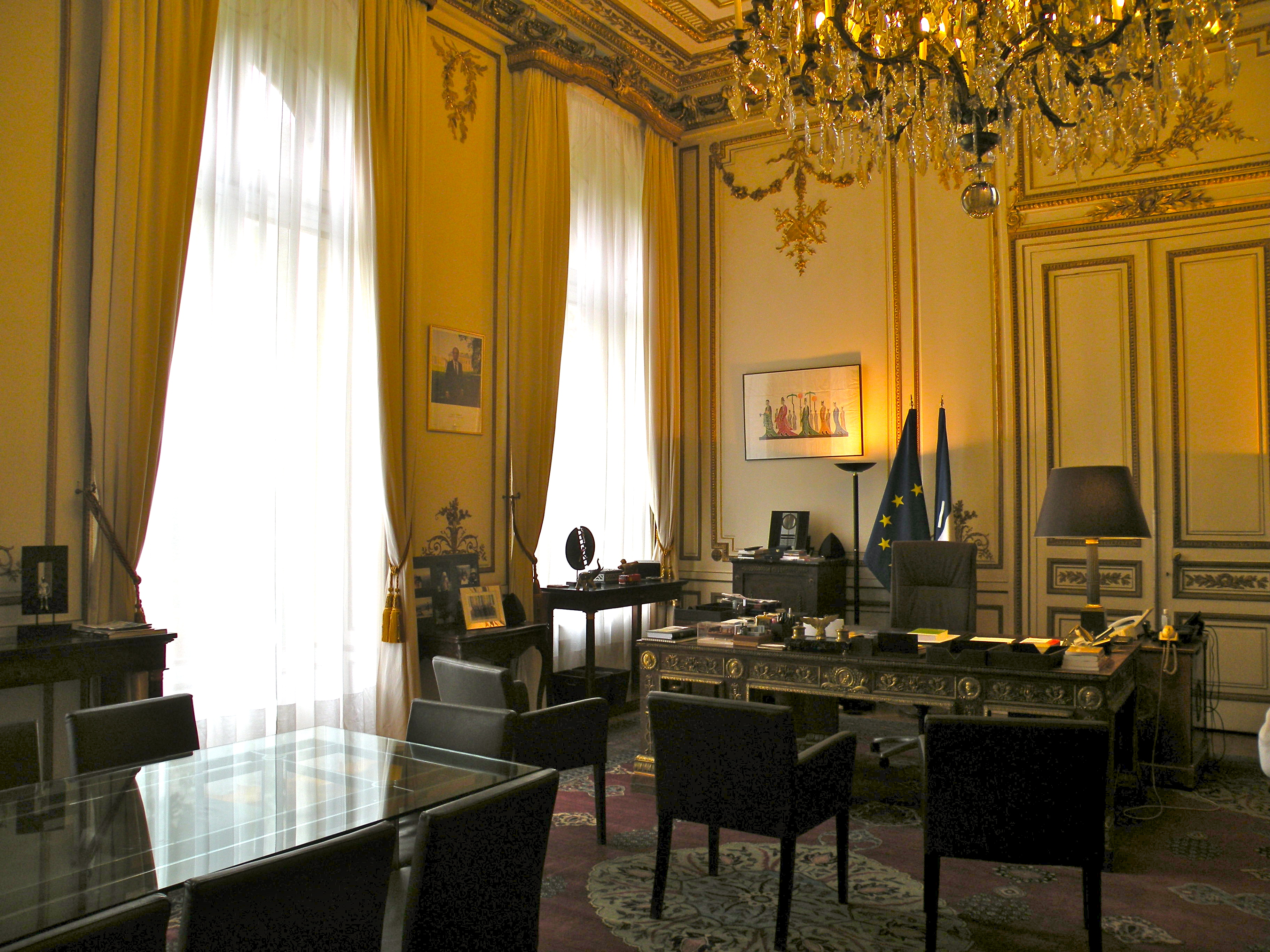
despacho del ministro.
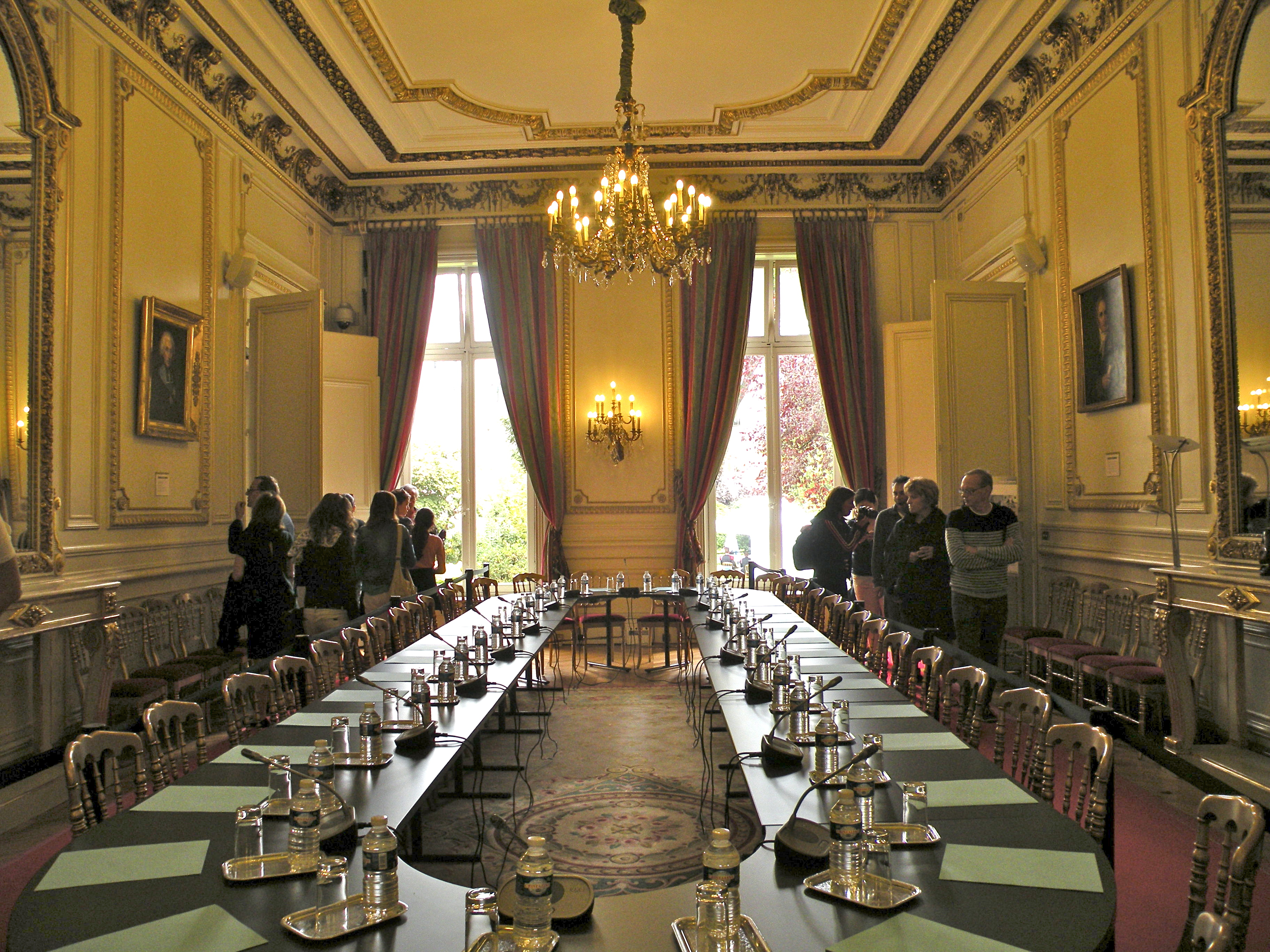
Salón Erignac.
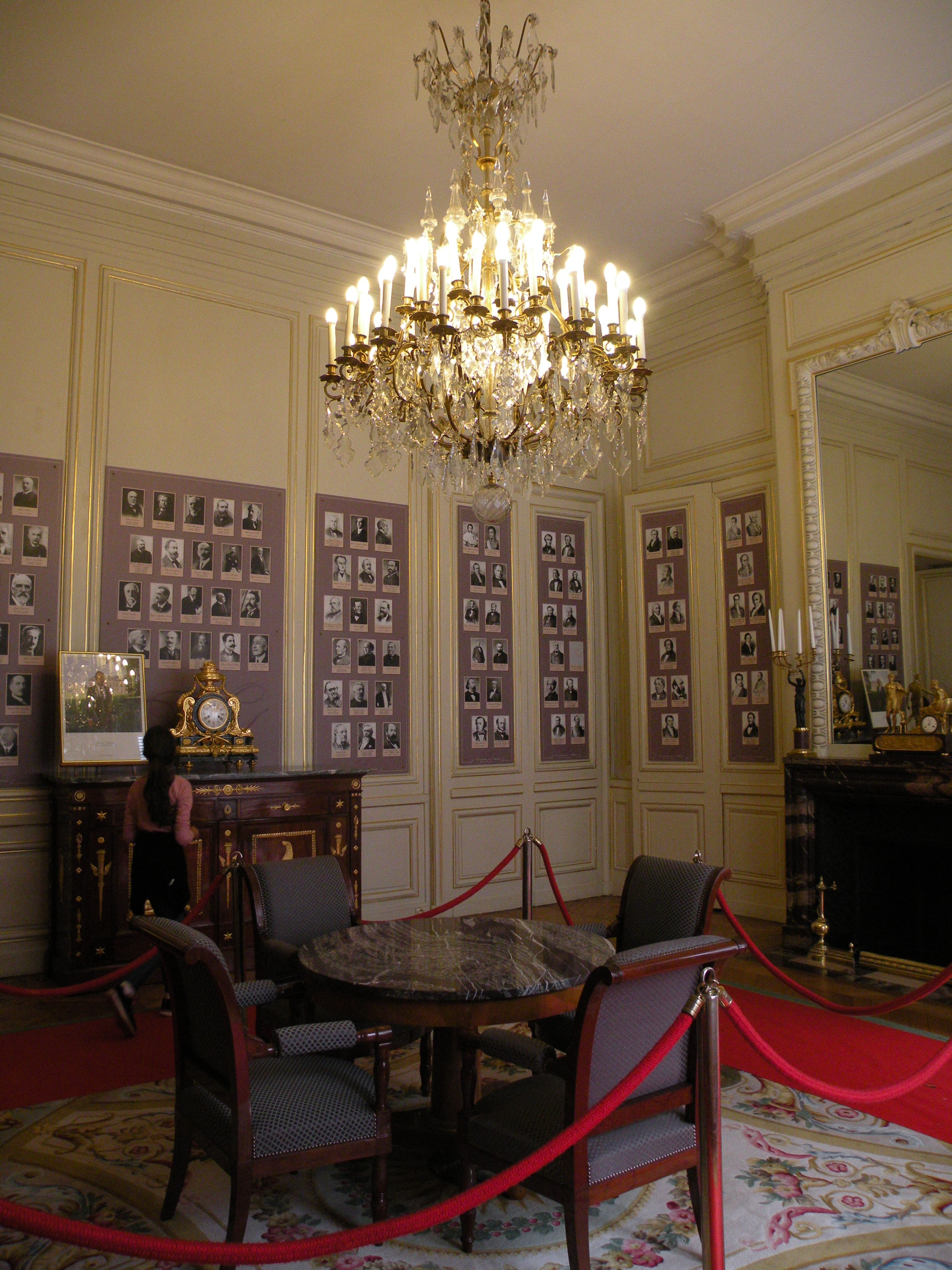
Antecámara.
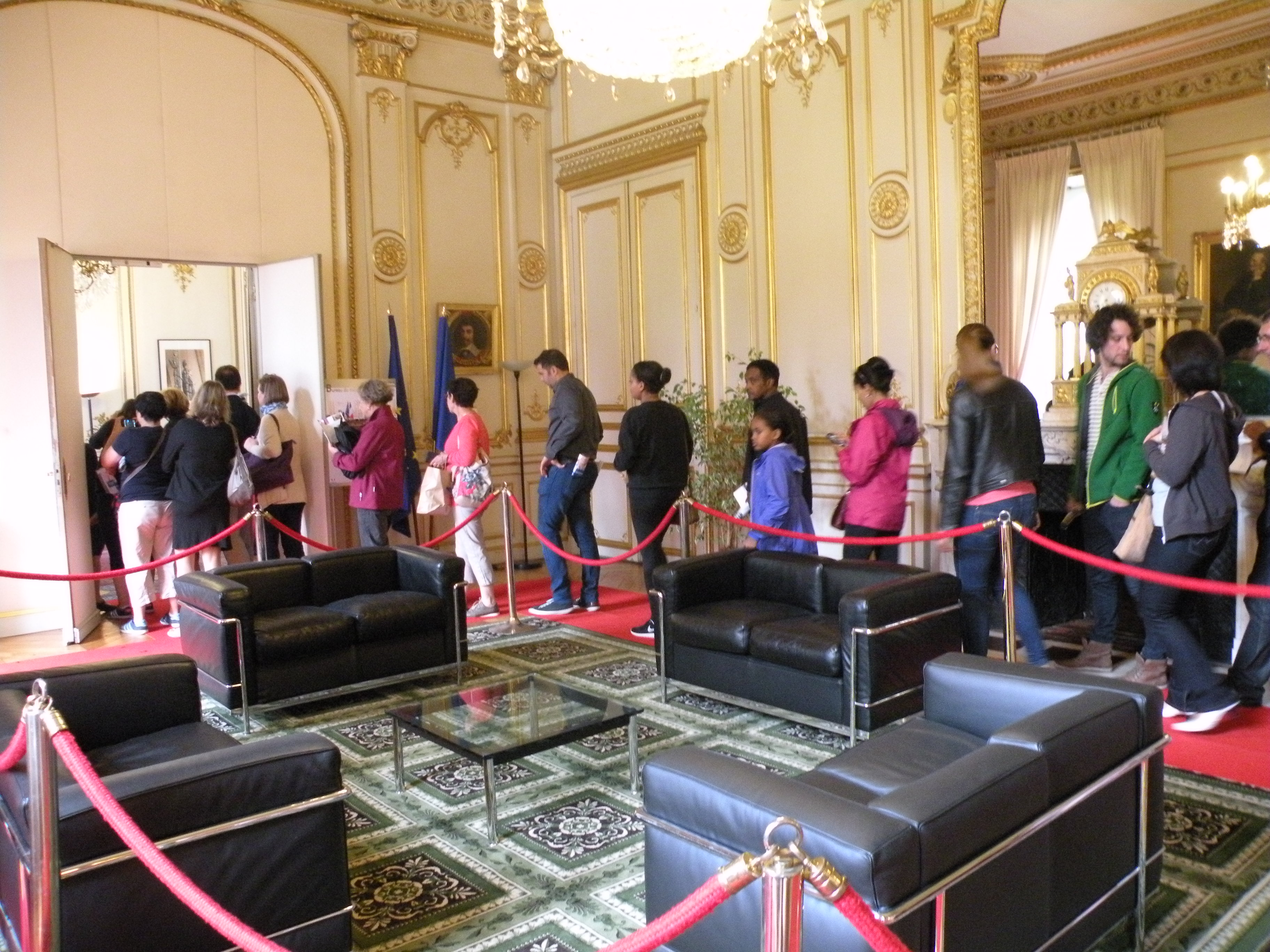
Salón del Ministro.
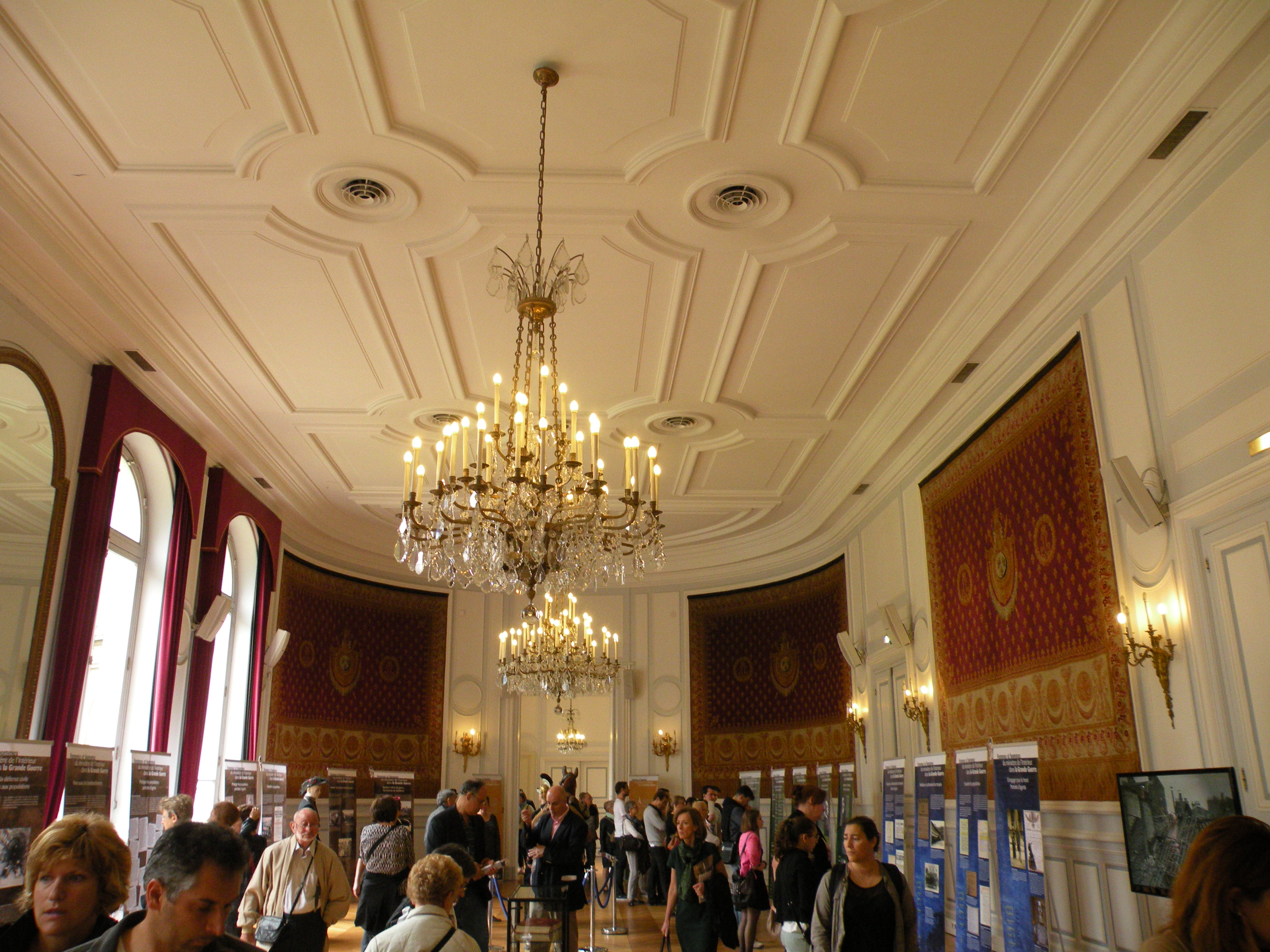
Sala de fiestas.

### Salón Erignac
Originalmente el " salón verde », esta sala de reuniones recibió el nombre del prefecto Claude Érignac, asesinado en Córcega en 1998 . alberga "dos consolas de madera pintada de blanco, con adornos dorados, tapa de mármol blanco, de la época de la Restauración (1824)".

### Galería de retratos
Esta sala alberga en sus paredes los retratos de todos los Ministros del Interior de Francia desde Lucien Bonaparte, incluidos los del régimen de Vichy (en otros ministerios no es así). Durante las Jornadas del Patrimonio, se presenta una copia de los muros en el ayuntamiento, debido a la pequeñez de la sala.

### Sala de fiestas
Construido en 1900 por el arquitecto Édouard Paulin, se benefició de un crédito financiero especial abierto durante la Exposición Universal que tuvo lugar el mismo año en París . Sobre las paredes se disponen enormes tapices de Abbeville, La coronación de Carlos X, copias de los tejidos en 1824 durante la coronación del rey de Francia. Esta sala se utiliza para recepciones, saludos de ministros y conferencias de prensa.

### Jardín
Compuesto por cinco lados, el jardín está enmarcado, de izquierda a derecha, por el ayuntamiento, el salón Érignac, el salón del ministro, la oficina del ministro, luego la de su director de gabinete (en el centro) y finalmente por el antiguo invernadero de naranjos, transformado en una oficina. Tiene 413 árboles, plantados en el XIX XIX. siglo y del vivero del Château de Trianon (Versalles).

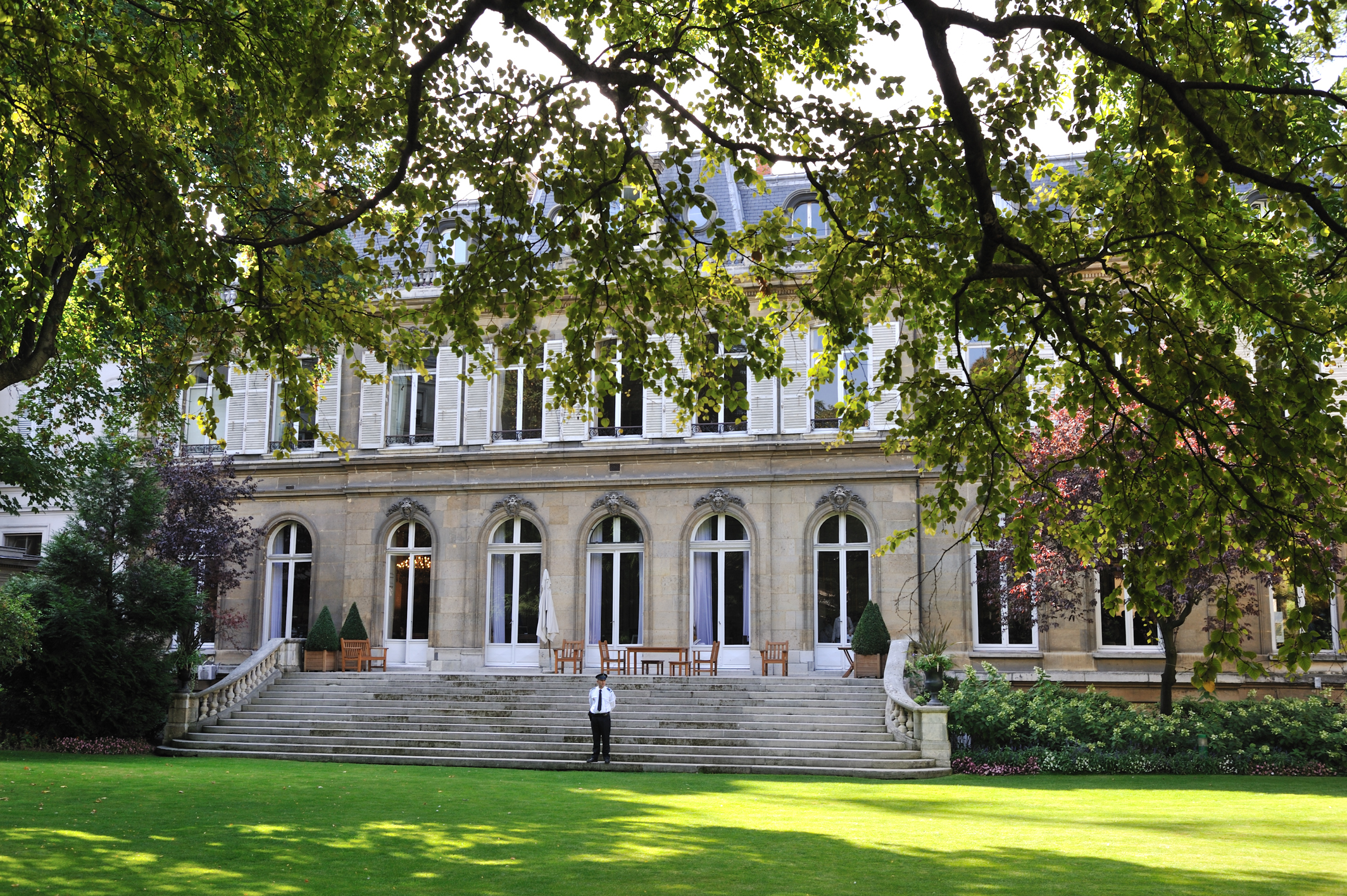
Terraza del Hôtel de Beauvau y parte trasera del hotel.
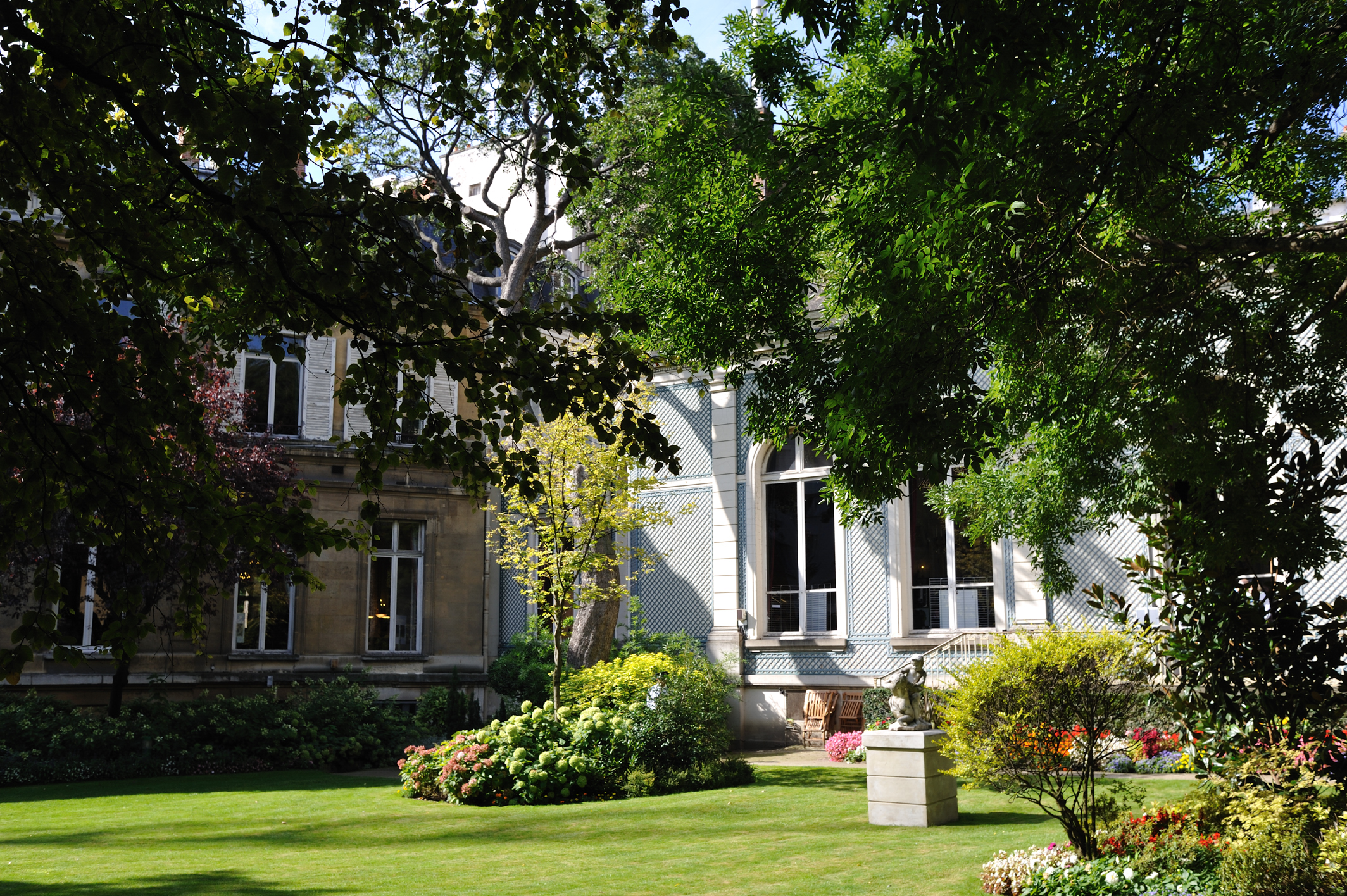
Jardín del Hôtel de Beauvau.
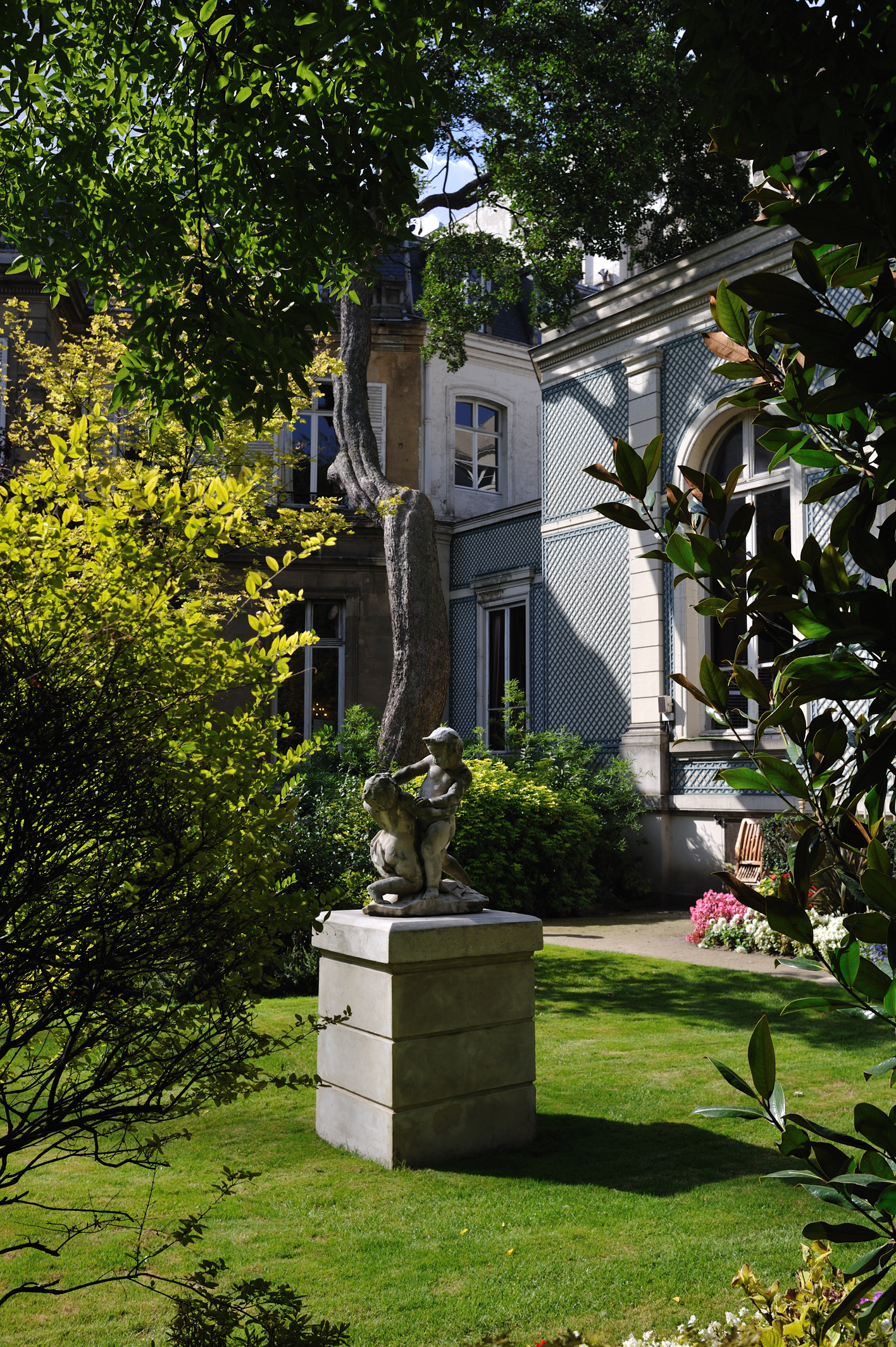
Estatua en los jardines del Hôtel de Beauvau.

Esta sala, que conduce al edificio Lamartine y contiene los servicios de restauración del ministerio, rinde homenaje a la escritora George Sand, que había trabajado en el ministerio cuando estaba en la rue de Grenelle. la , le escribió a su hijo Maurice: "Aquí ya estoy ocupado como un estadista. Hoy hice dos circulares gubernamentales, una para el Ministerio de Instrucción Pública, otra para el Ministerio del Interior".

## Cine y television
- En la película Hibernatus, la escena en la que se supone que Hubert de Tartas ( Louis de Funès) regresa al Ministerio del Interior no fue filmada en el Hôtel de Beauvau, sino en el Hôtel de ville de Versalles.
- Los apartamentos del Ministro del Interior fueron visibles al público en la televisión durante un reportaje del programa Enviado Especial titulado Cécilia Sarkozy: una mujer en el Interior mientras su marido Nicolas Sarkozy ocupaba el cargo en el ministerio.